# Klaus-Dieter Fichtner
Klaus-Dieter Fichtner (* 8. Oktober 1929 in Bad Kösen) ist ein deutscher Lehrer und Heimatkundler.

## Leben
Fichtner besuchte ab 1936 die Grundschule in Bad Kösen, ab 1940 die Oberrealschule Naumburg und ab 1946 die Landesschule Pforta. Als Extraneus Portensis wurde er 1948 valediziert. Im Jahr darauf durchlief er auf Schloss Beichlingen die Ausbildung zum Neulehrer. Er war von 1950 bis 1971 Lehrer an der Einheitsschule Bad Kösen und absolvierte ab 1954 die dreijährige Ausbildung als Russischlehrer. Die Martin-Luther-Universität Halle-Wittenberg erteilte ihm eine außerplanmäßige Aspirantur. In der Promotion A erlangte er den Dr. paed. (1970). Anschließend forschte er an der Akademie der Pädagogischen Wissenschaften der DDR (Institut für Unterrichtsmittel und in der Forschungseinrichtung Bauten der Volksbildung in Dresden). Von 1971 bis 1991 war er in Weimar Lehrer, ab 1979 Direktor des Instituts für Lehrerbildung. 1994 war er ein Mitbegründer des Museums zur Schlacht bei Jena und Auerstedt in Hassenhausen. Von 1994 bis 2019 war er Archivar des Pförtner-Bundes. Als pensionierter Fachschuldozent und Oberstudiendirektor veranstaltete er ab 2007 Führungen in Bad Kösen, auf der Rudelsburg und in Kloster und Landesschule Pforte. Er entdeckte die vergessenen Friedenssteine in Bad Kösen und brachte sie 2001 nach 130 Jahren in Erinnerung. Jahrelang besuchte er die Mitgliederversammlungen des Vereins für corpsstudentische Geschichtsforschung. Er ist verheiratet und hat eine Tochter mit einem Enkel und zwei Urenkeln.

## Heimatkunde
Ab 1979 und besonders nach der Deutschen Wiedervereinigung publizierte Fichtner für das Weimarer Institut für Lehrerbildung, für Bad Kösens Amtsblatt (Kurstadt-Kurier), das Naumburger Tageblatt, die Mitteldeutsche Zeitung und das Saale-Unstrut-Jahrbuch. Die 174 Beiträge behandeln Bad Kösen und sein Kurwesen, die Salinenanlage, die Saalebrücke, den Arbeiterrat und das Romanische Haus. Themen sind auch die Saale und die Flößerei, die Rudelsburg und das Löwendenkmal, St. Laurentius (Saaleck), die mittelalterlichen Verkehrswege nach Franken sowie Freiroda, Crölpa-Löbschütz, Spielberg (Lanitz-Hassel-Tal) und Naumburg. Er berichtet über den Herzog von Braunschweig, Hassenhausen und die Schlacht bei Jena und Auerstedt, über Johann Gottfried Borlach, die Weimarer Ordensdame Jenny von Gerstenbergk, Theo Malade, Oskar Hossfeld, Hans Fischerkoesen und Therese Berbig, die Frau von Max Berbig. Die meisten Beiträge befassen sich mit Schulpforte und sind in der Schulzeitschrift erschienen.

## Werke
- 1951: Betriebsbesichtigungen (Rügen)
- 1952: Erfahrungen in Geologieausbildung
- 1953: Haltung Turgenjews zur sozialen Frage
- 1979/80: 200 Jahre Ausbildung Weimar
- 1987: Die Salinenanlage Bad Kösen
- Hassenhausen
  - 1995: Augenzeugen 1806/13
  - 1999: Episoden/Anekdoten 1806
  - 2016: 1140 Jahre
- 1996: Findebuch Landesschule Pforta
- Historisches aus Bad Kösen und Umgebung. Kurstadt Kurier, Bd. 1; 2 (1); 2; 3 (1992; 1993; 1994; 1995), S.Nr. 1; Nr. 1, 3-11, 13; Nr. 1; Nr. 7.
- Geschichte der Rudelsburg. Kurstadt Kurier, Bd. 1 (1992), 1, S.S. 8-9.
- Von Zisterziensern und Gymnasiasten, in: Bad Kösen an der Saale hellem Strande; Spaziergang in einer Kulturlandschaft. Heidelberg 1993, S. 40–56.
- Sole-, Salz- und Saalebad, in: Bad Kösen an der Saale hellem Strande; Spaziergang in einer Kulturlandschaft. Heidelberg 1993, S. 72–83.
- Die Kurstadt, in: Bad Kösen an der Saale hellem Strande; Spaziergang in einer  Kulturlandschaft.  Heidelberg 1993, S. 84–104
- Schulpforte: Geschichte und Geschichten, Hrsg.: Pförtner Bund e.V., Schulpforte 2011.